# Леон Филипов
Леон Филипов (17 март 1880 – 9 септември 1976) е български археолог, проектант, общественик и дарител на артефакти свързани с историята на Велико Търново и България.

## Биография
Леон Филипов е роден на 17 март 1880 г. в Търново, в семейството на Филип Агопов и Мариола Агопова. Баща му е бил известен златар, а майка му лечителка. Леон Филипов завършва образованието си в Държавна мъжка гимназия „Св. Кирил“ в Търново през 1900 г. През 1914 г. завършва курс за кондуктори в София. Освен интереси в историята на България и участието в различни археологични дейности Филипов е владеел добре руски, френски, немски и турски език.
По проект на Леон Филипов са построени сградите на старото военно училище, в това число Арката на генералите и оградата, първата туристическа хижа на Царевец, Общинската палата на площада пред Царевец, както и мавзолеят-костница на Матей Преображенски, а също къщи във Велико Търново, Трявна, Арбанаси. Филипов закупува с лични средства Констанцалиевата къща в Арбанаси и я реставрира, като впоследствие я дарява на община Велико Търново, заедно с родния си дом и целия си изключително богат архив, включващ макети на стари сгради от края на 19 век и началото на 20 век. Днес, тези макети са част от постоянната експозиция на музея „Възраждане и Учредително събрание“ във Велико Търново. Филипов също е правил рисунки, скици и планове на най-известните търновски паметници. Особено голяма е неговата заслуга за документиране на много паметници, пострадали от земетресението през 1913 г. Участвал е във възстановителните работи на църквите в Търново и Арбанаси.
Леон Филипов умира на 9 септември 1976 г. в Старческия дом във Велико Търново, като завещава цялото си имущество на родния си град.

## Проекти на Филипов
- паметника костница в Ново село
- костницата на Матей Преображенски
- Общинската палата в Търново
- хижа „Трапезица“ – била е построена на историческия хълм „Царевец“